# Lambert Pancratz
Johann Lambert Sigismund Caspar Joseph Pancratz (* 4. März 1800 in Friesoythe; † 1. März 1871 in Oldenburg) war ein deutscher Politiker im Großherzogtum Oldenburg.

## Leben
Lambert Pancratz entstammte einer Beamtenfamilie aus dem Oldenburger Münsterland. Er war der Sohn des Landgerichtsassessors Caspar Heinrich Joseph Pancratz (* 1768) und dessen Ehefrau Bernhardine Clementine geb. Hammer (1776–1843). Nach dem Besuch des Gymnasiums in Münster studierte er Rechtswissenschaft an der Westfälischen Wilhelms-Universität Münster, der Ruprecht-Karls-Universität Heidelberg und der Georg-August-Universität Göttingen. Seit 1819 war er Mitglied des Corps Guestphalia Heidelberg. Seit 1823 im oldenburgischen Staatsdienst, war er Amtsauditor in Tettens, Brake, Rodenkirchen und Oldenburg. Ab 1835 war er zunächst Amtmann in Abbehausen, später dann ab 1838 in Steinfeld bei Dinklage. 1850 wurde er Kammerrat und 1857 schließlich Regierungsrat. 1860 wurde er zum Oberregierungsrat befördert. 
Pancratz gehörte in Oldenburg zu den ersten Parlamentariern. Er war bereits Mitglied der Versammlung der 34 und dann auch Mitglied des oldenburgischen Konstituierenden Landtags, dem er nach einer Wahl vom 17. Januar 1849 als Präsident bis zum 14. Februar jenes Jahres vorstand. Somit saß Pancratz bereits 1848–1860 und 1863–1869 als Abgeordneter im Oldenburgischen Landtag. 1849–1853, 1854–1860 und 1863–1869 amtierte er als dessen Vizepräsident. Im Mai 1869 wurde Pancratz mit dem Titel Staatsrat in den Ruhestand versetzt.

## Familie
Pancratz war zweimal verheiratet. Seine erste Frau, Anna Sibilla Franziska Kreimborg (* 1809), die Tochter des Dr. med. Heinrich Joseph Kreimborg und der Maria Anna Bernhardina geb. Farwick, heiratete er am 29. Juli 1834 in Vechta. Nach ihrem Tod heiratete er am 2. Oktober 1838 in Oldenburg Agnes Bothe (1818–1879), die Tochter des Amtmanns Friedrich Bothe (1788–1866) und der Maria Gesine Elisabeth geb. Pollitz († 1820). Aus diesen Ehen stammten zwei Söhne und zwei Töchter, von denen Maria Agnes Bernhardine (1847–1924) den Oldenburger Oberbürgermeister Diedrich Gerhard Roggemann (1840–1900) heiratete. Der eine Sohn ist Alexander Pancratz.